# Karavanen (film fra 1923)
Karavanen er en amerikansk stumfilm fra 1923 af James Cruze.

## Medvirkende
- J. Warren Kerrigan som Will Banion
- Lois Wilson som Molly Wingate
- Alan Hale som Sam Woodhull
- Ernest Torrence som William Jackson
- Tully Marshall som Jim Bridger
- Ethel Wales som Mrs. Wingate